# Ravninski graf
Ravninski graf, planaran graf, pojam iz teorije grafova. To je onaj graf koji se može nacrtati u ravnini pri čemu se grane sijeku jedino u čvorovima. Ravninski graf dijeli ravninu. Područja na koja dijeli ravninu nazivaju se strane.
Wagnerov teorem iz 1937. godine kaže da "Graf {\displaystyle G} je ravninski ako i samo ako mu ni {\displaystyle K_{5}} ni {\displaystyle K_{3,3}} nisu minore."